# Pirquethof
Der Pirquethof ist ein Gemeindebau im 16. Wiener Gemeindebezirk Ottakring. Das Bauwerk wurde zwischen 1929 und 1930 nach Plänen der Architekten Wilhelm Baumgarten und Josef Hofbauer errichtet und wurde 1930 nach dem Kinderarzt Clemens von Pirquet benannt.

## Lage
Der Pirquethof liegt in der Wiener Katastralgemeinde Ottakring. Der Gemeindebau umfasst einen Straßenblock, der im Norden von der Herbststraße, im Osten von der Dehmelgasse, im Süden von der Gablenzgasse und im Westen von der Zargorskigasse begrenzt wird. Der Gemeindebau ist von mehreren Gemeindebauten und Wohnhausanlagen umgeben. So befindet sich angrenzend im Osten der Adelheid-Popp-Hof, im Süden die Siedlungs- und Wohnhausanlage Schmelz und im Westen der Franz-Novy-Hof.

## Geschichte und Bauwerk
Der aus 16 Stiegen bestehende Gemeindebau beherbergte ursprünglich 247 Wohnungen. Zudem wurden ein Kindergarten, ein Jugendhort und mehrere
Werkstätten im Pirquethof eingerichtet. Im Zuge von Wohnungszusammenlegungen und dem Ausbau von Dachgeschoßwohnungen befinden sich 239 Wohnungen im Gemeindebau. Des Weiteren wurden die Wohnanlage während Renovierungsarbeiten mit Aufzügen ausgestattet, 1995 wurde zudem eine Tiefgarage mit 120 Dauerparkplätzen in Betrieb genommen. Im Innenhof des Pirquethof befindet sich ein Spielplatz, zudem beheimatet das Bauwerk den Pensionistenklub „Franz Schuhmeier“ der Stadt Wien.
Der Pirquethof selbst wurde als geschlossene Blockverbauung um einen parkähnlichen Innenhof ausgeführt. Die Fassaden wurden von den Architekten schlicht gehalten und im Außenbereich lediglich von Sohlbank- und Sturzgesimsen durchbrochen. Die Gesimse fassen dabei einen Teil der großteils zweiflügeligen Fenster zu einem Band zusammen. An den Gebäudeecken akzentuierte das Architektenduo die Fassade durch die Verbindung von zwei Fenstern mit Hilfe von Putzumrahmungen akzentuiert, des Weiteren bestehen in der Dehmelgasse Loggien mit pfeilerartigen Vorsprüngen, ein expressionistischer Portalbereich in der Herbststraße und eine mit Klinker verblendete, kleine Durchfahrt in der Gablenzgasse. Als weitere Gestaltungselemente finden sich im Pirquethof schlichte Gitterbalkone in der Gablenzgasse und ein das Klublokal in der Zagorskigasse mit der Einfahrt zur Tiefgarage zusammenfassendes Klinkerfeld. Das Dachgeschoß wurde durch Mansardenaufbauten, die Hoffassaden durch mit Gesimsen verzierten Erschließungstürmen und breiten Loggiengruppen aufgelockert.

## Galerie

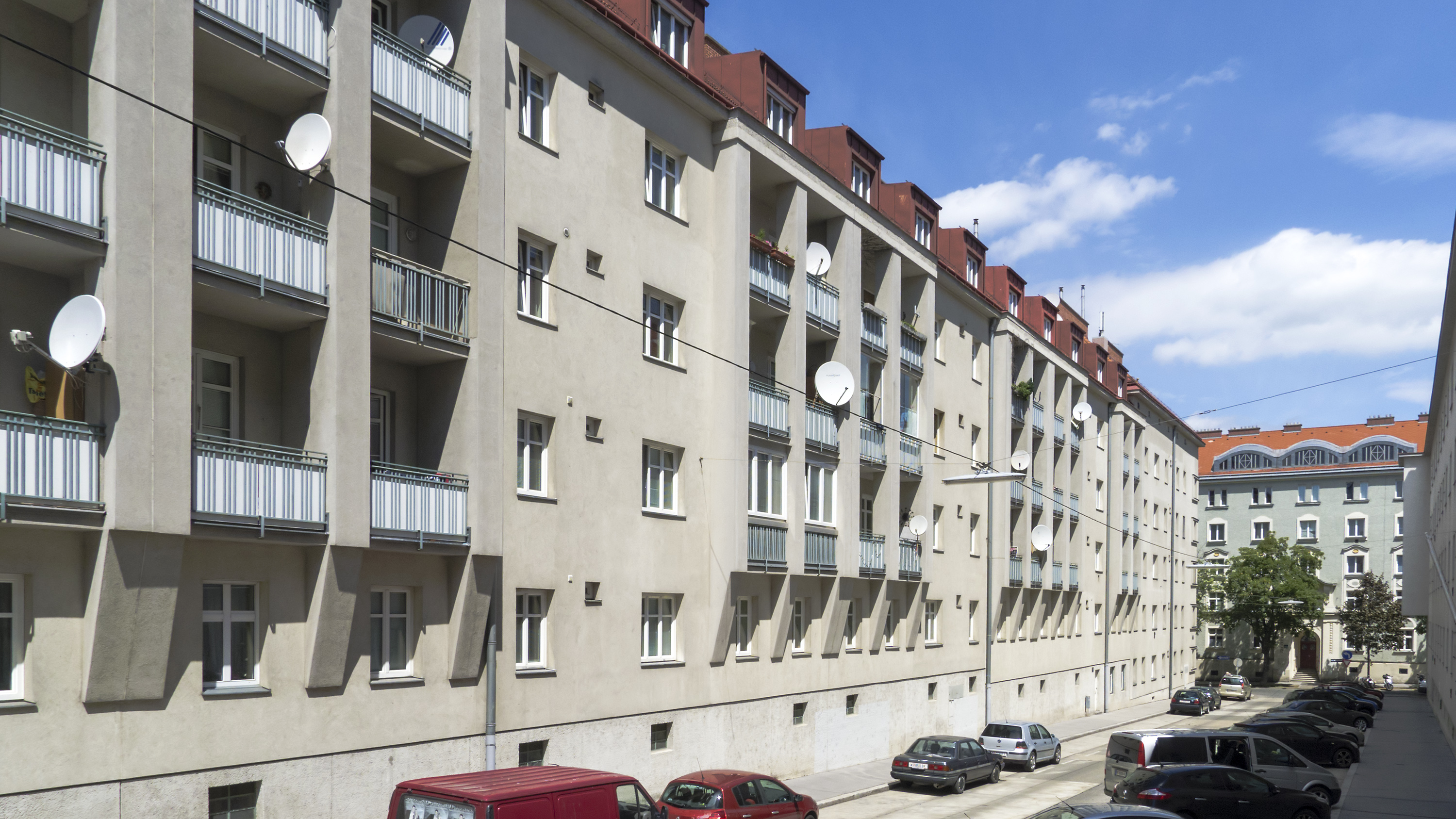
Straßenfront Dehmelgasse
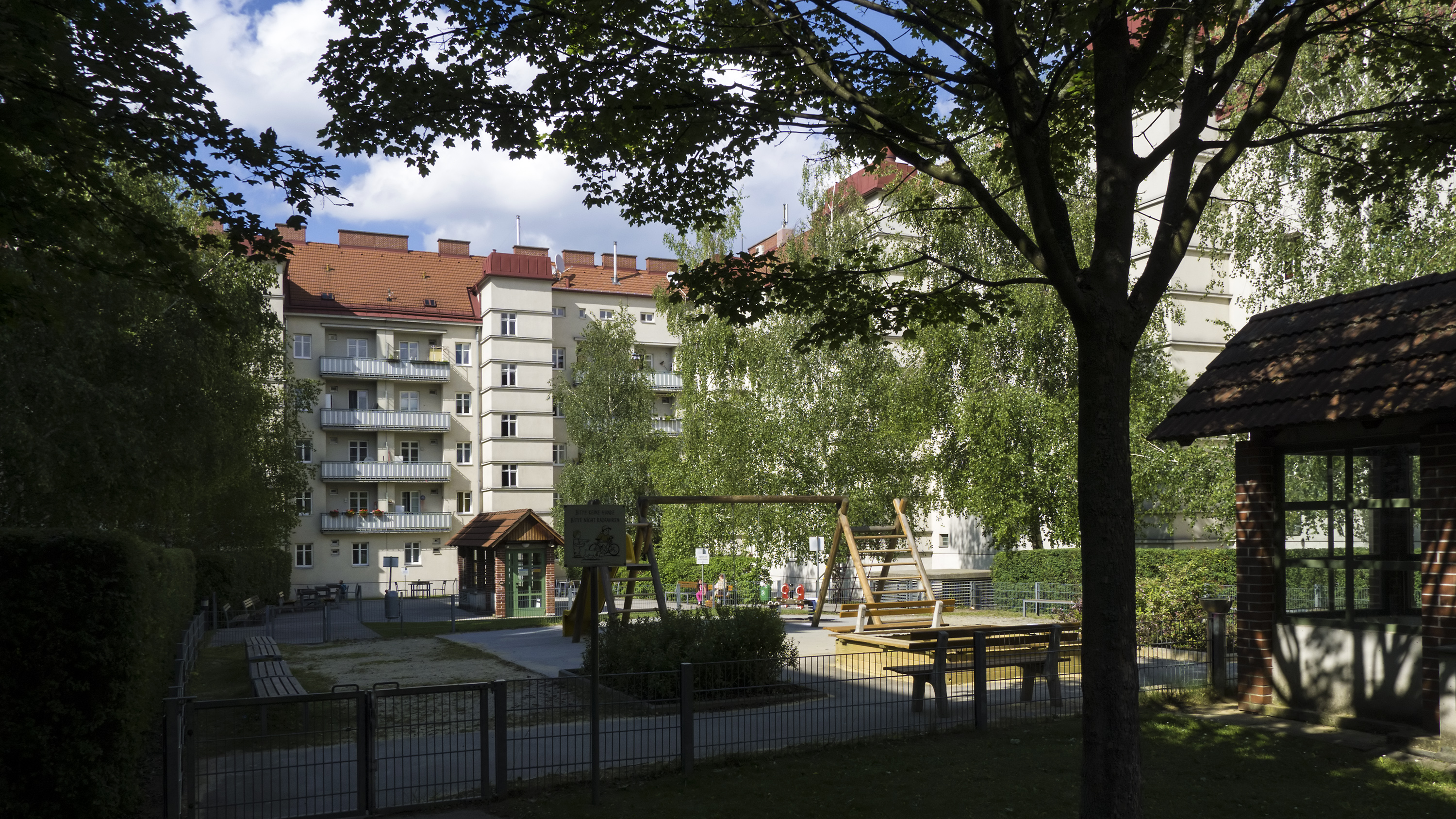
Innenhof
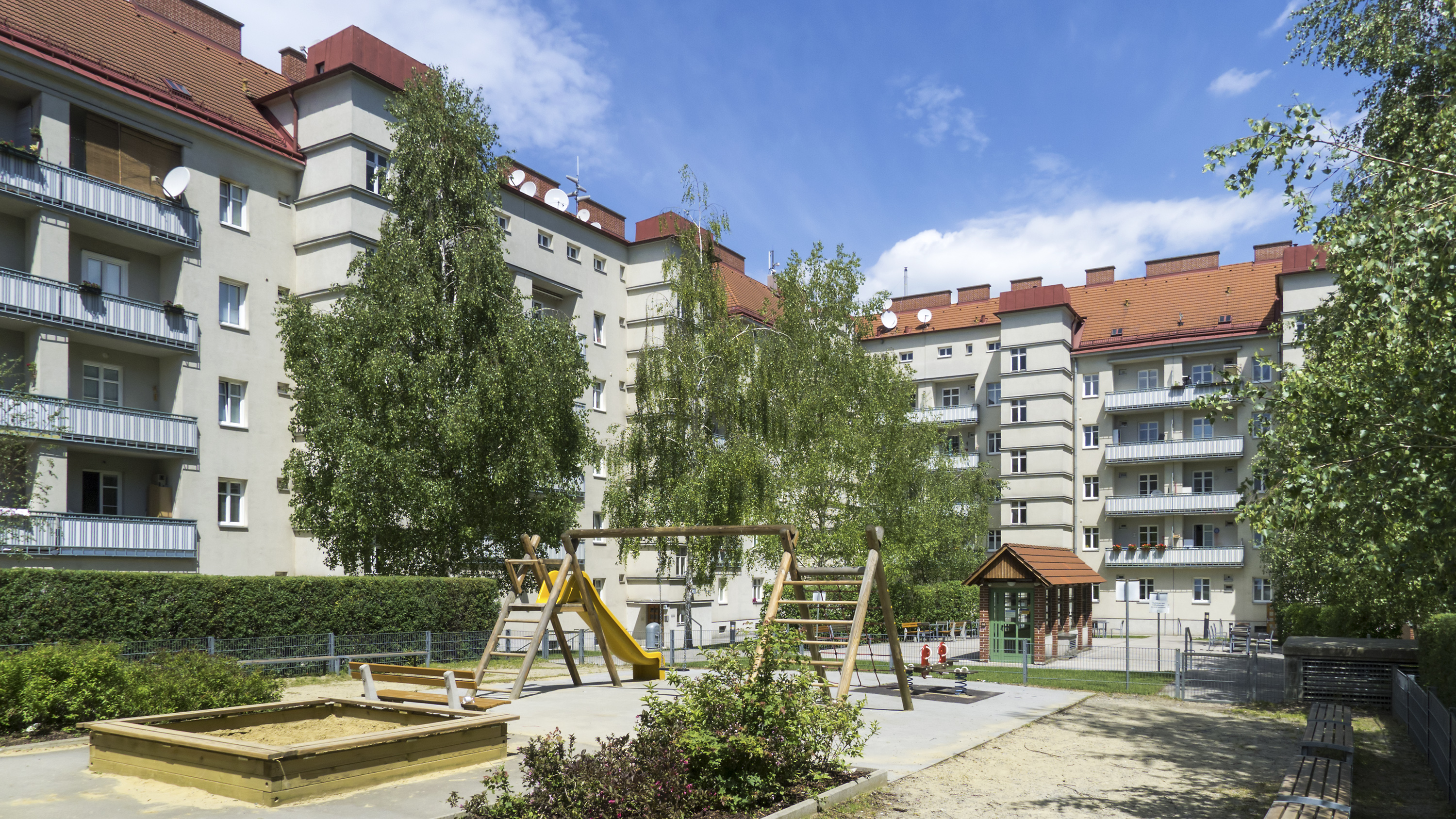
Innenhof
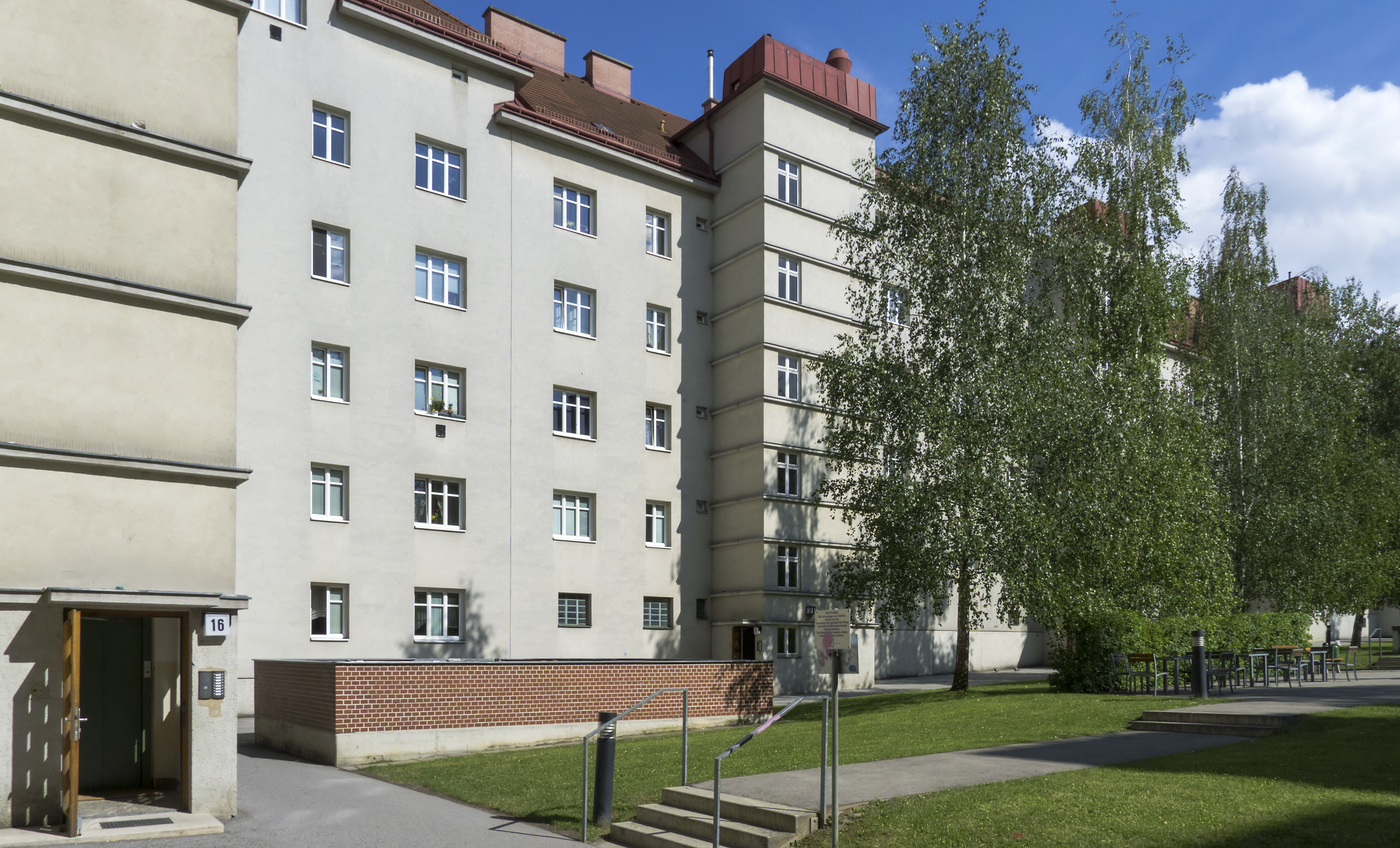
Innenhof
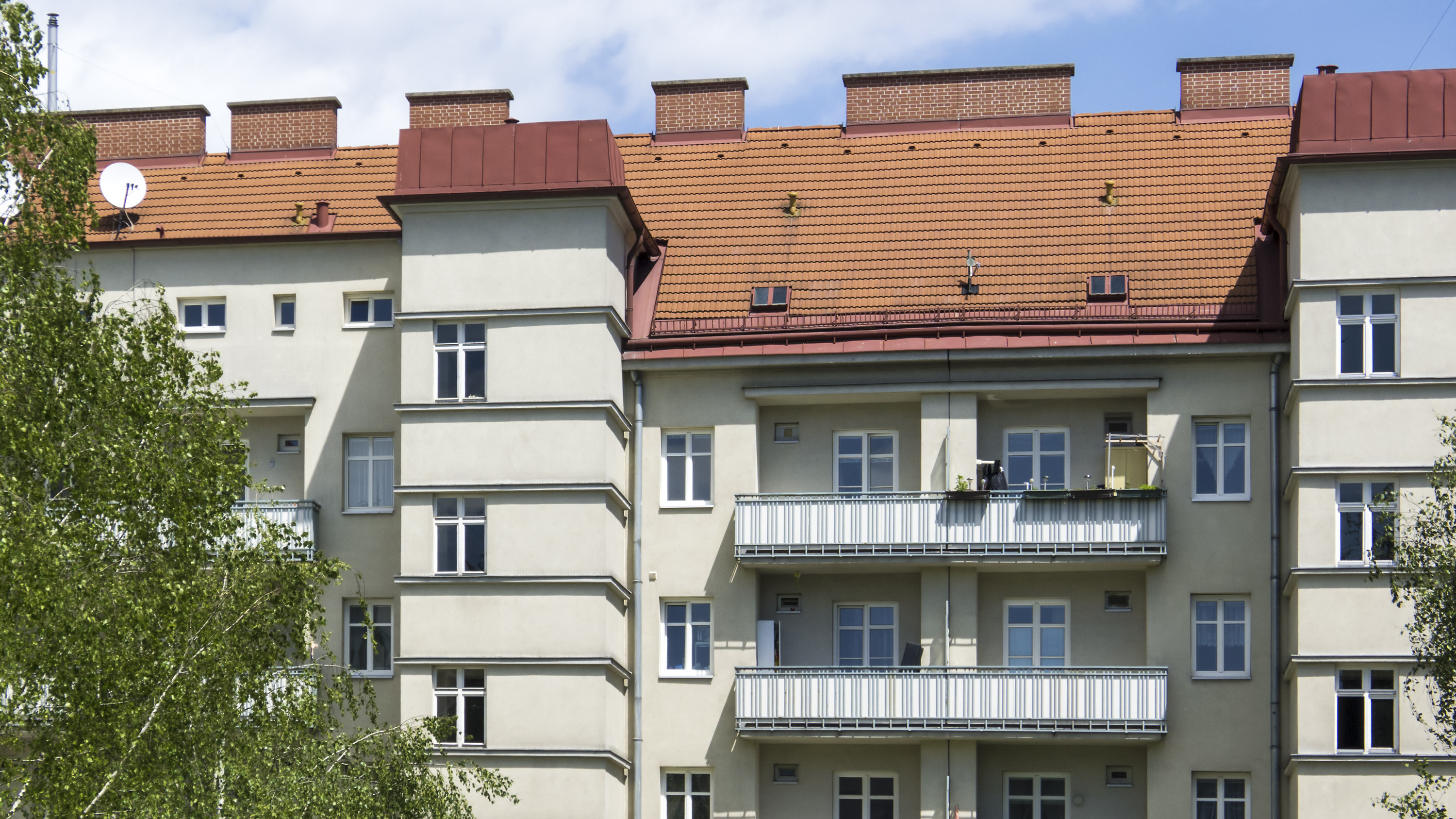
Architekturdetail
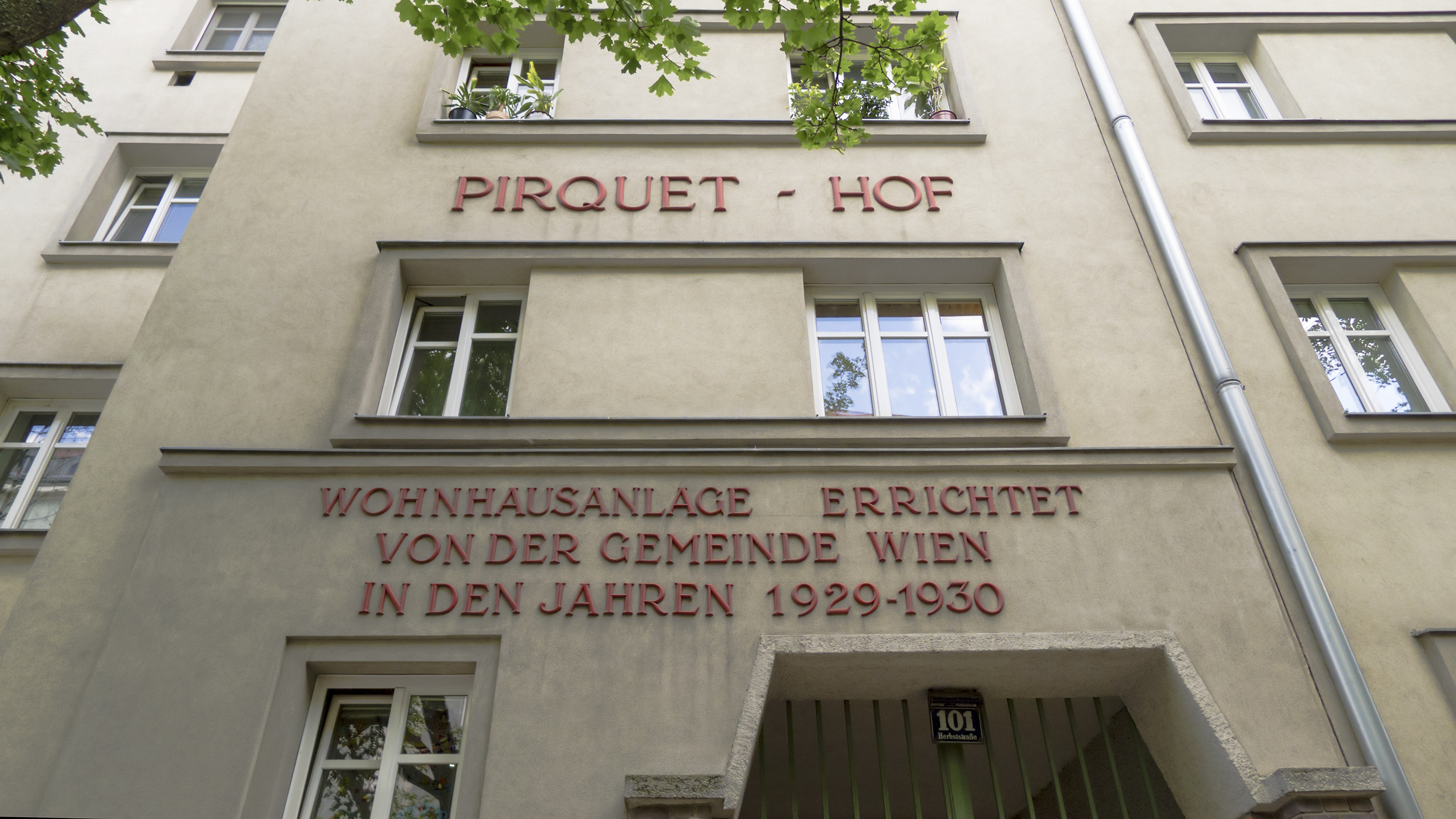
Eingang Herbststraße
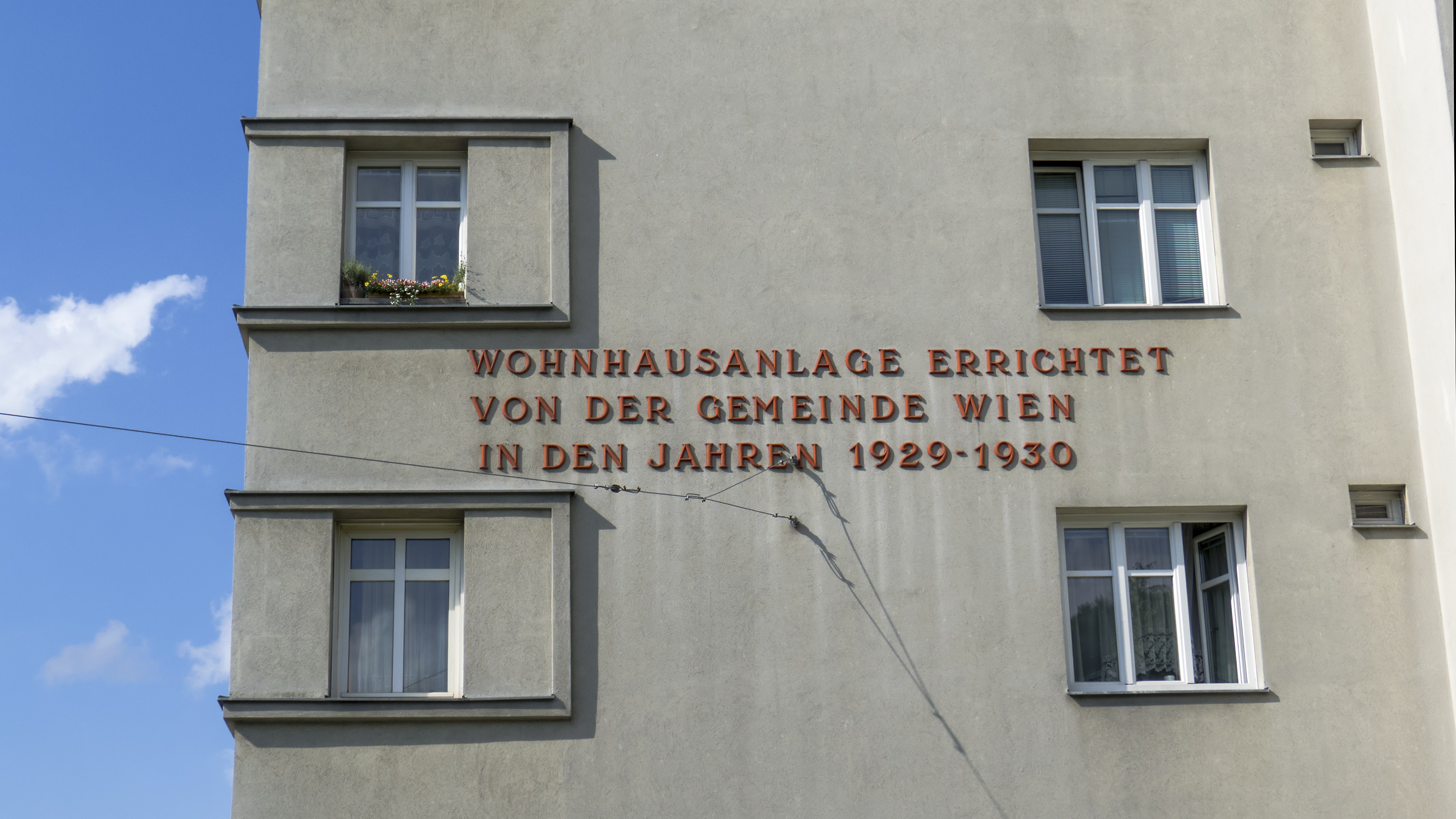
Aufschrift an der Gablenzgasse
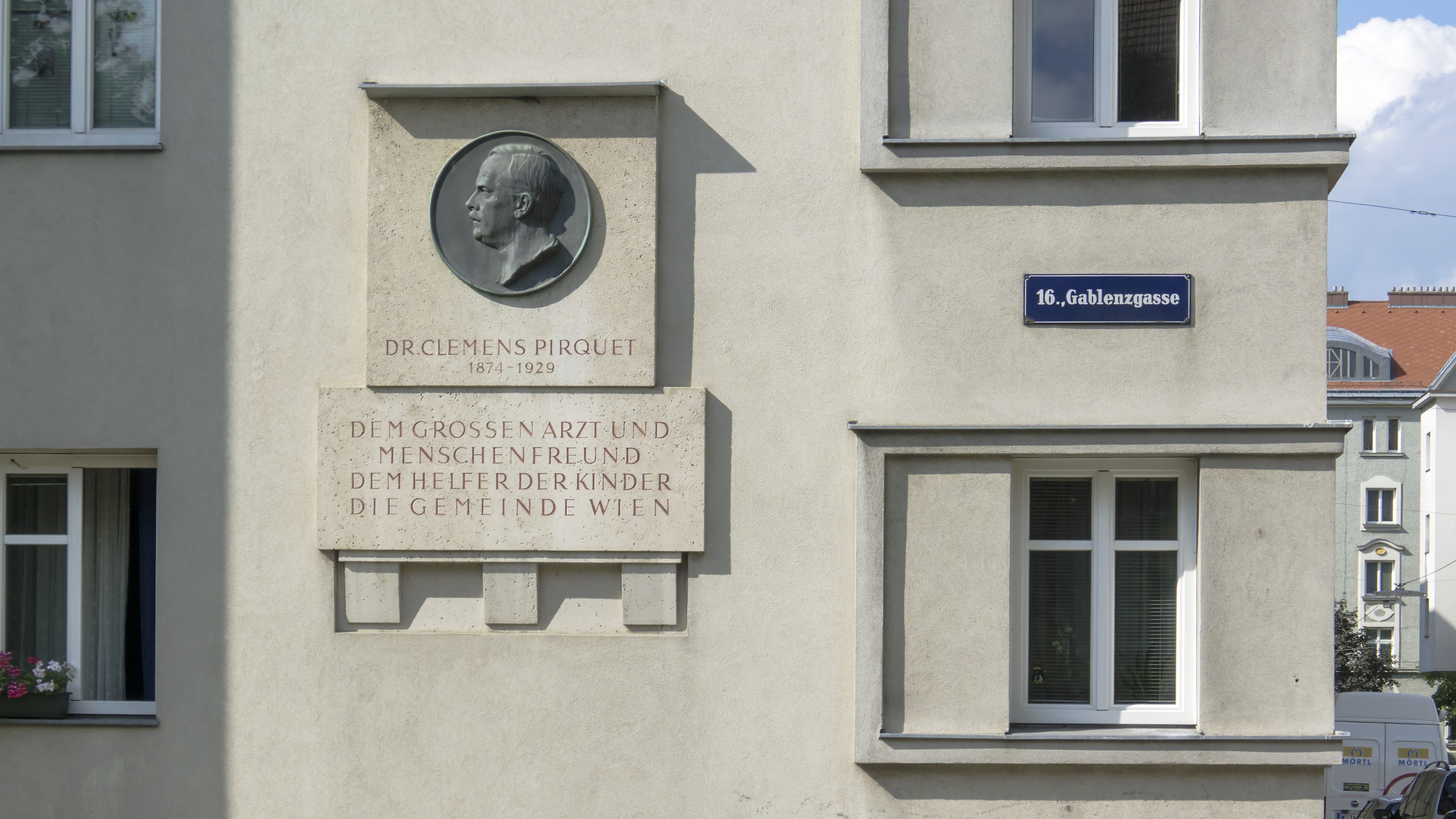
Relief an der Gablenzgasse
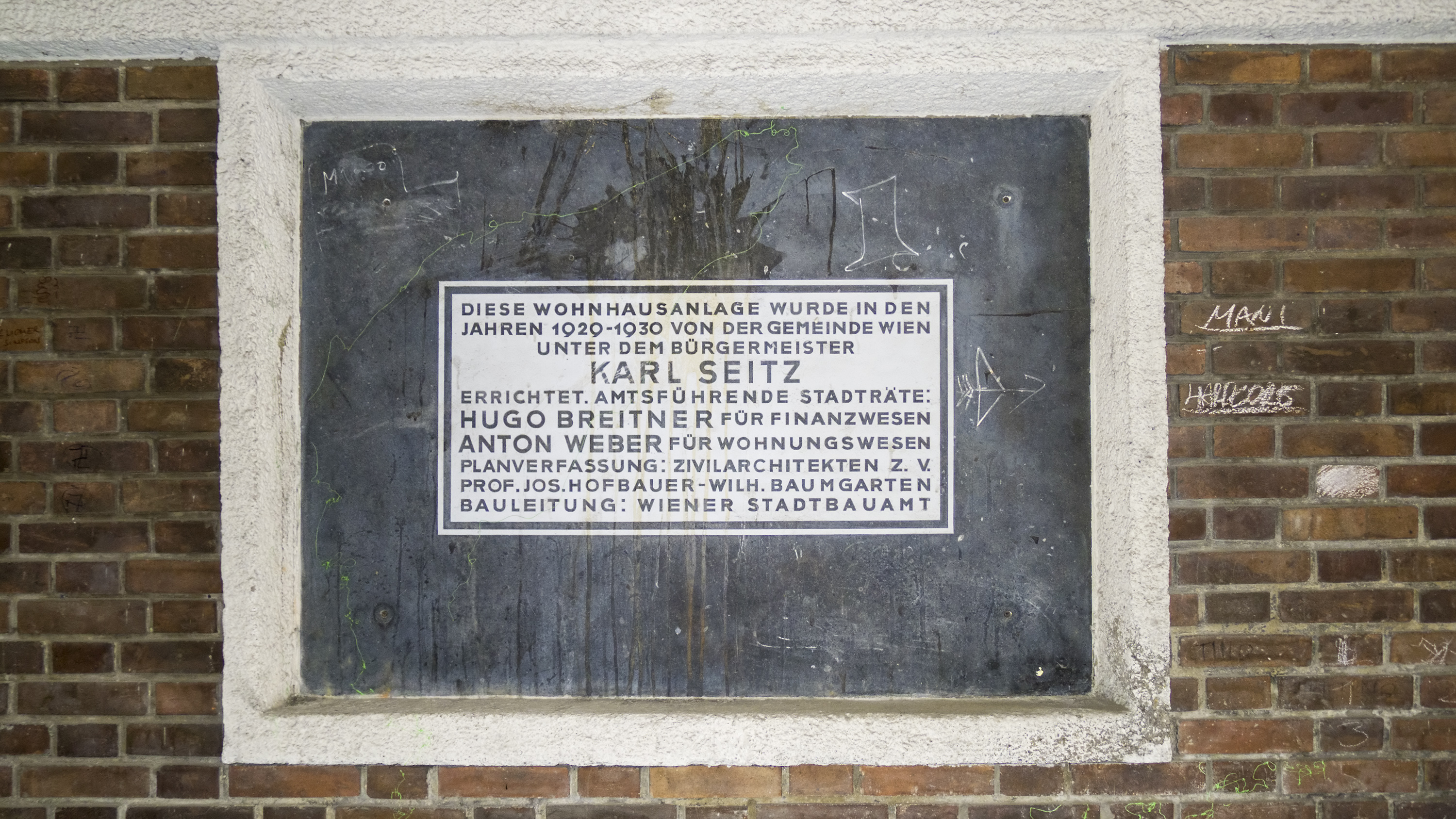
Informationstafel im Hof
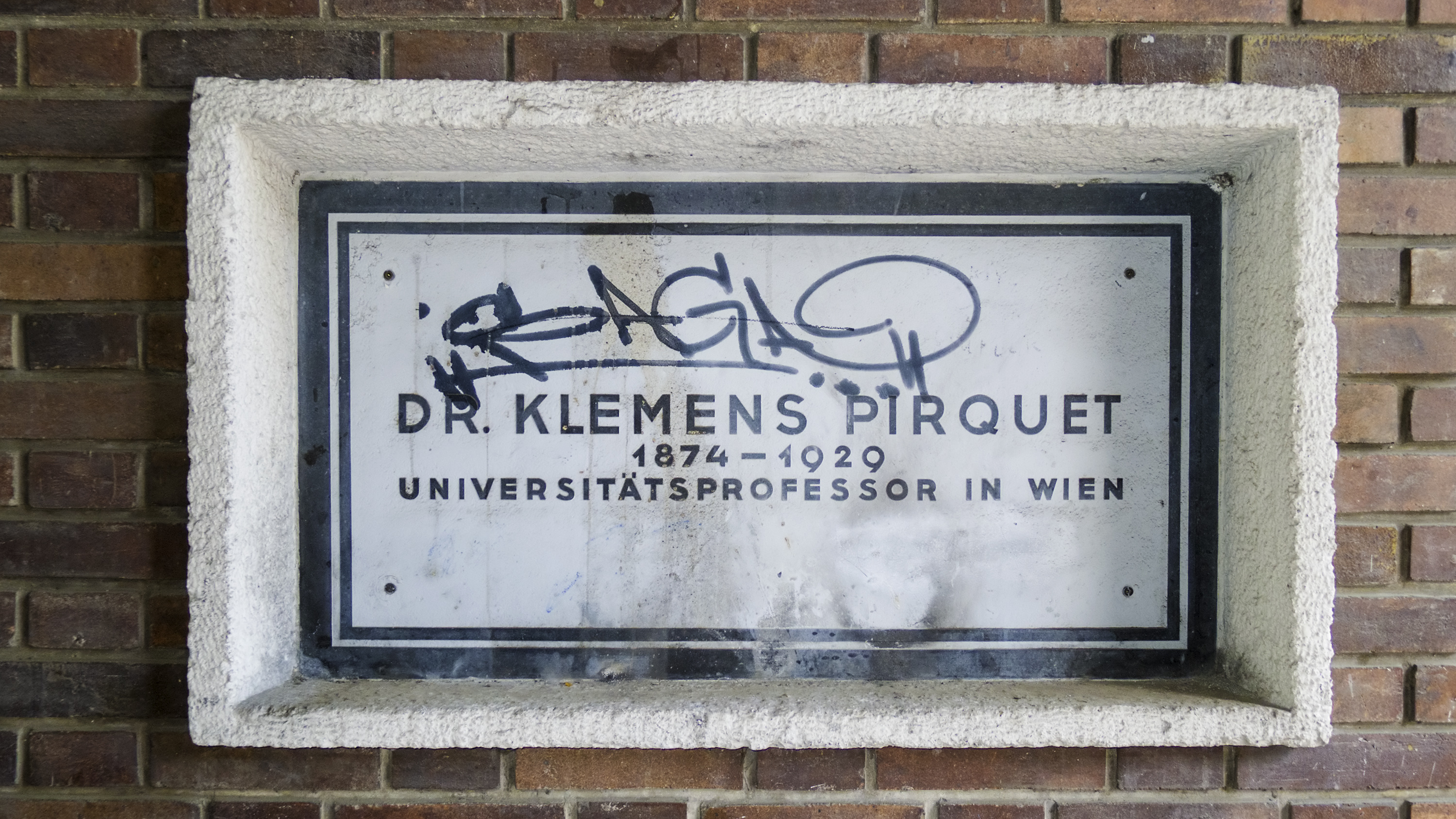
Erinnerungstafel an Klemens Pirqet